# 柠檬桉
柠檬桉（学名：Corymbia citriodora），俗名檸檬尤加利，为桃金娘科伞房桉属的一種高大常綠喬木，原產於澳大利亞東北邊，屬於該國的特有種。因叶片搓揉后会散发柠檬香气而得名。

## 形态
常绿大乔木，树干离地相当高处才分枝，树皮每年片状剥落而茎干呈光滑灰白色。单叶互生、卵披针形、全缘、具柠檬味。圆锥花序，花两性、白色。蒴果球状壶形，内含种子多枚。

## 分類與命名
檸檬桉於1848年由英國植物學家威廉·傑克遜·胡克首次記載於《 Thomas Mitchell's Journal of an Expedition into the Interior of Tropical Australia 》一書中，命其學名為 Eucalyptus citriodora。而在 1995 年，澳洲的植物學家 Ken Hill 與 植物分類學家 Lawrie Johnson 將 Eucalyptus citriodora 更名為 Corymbia citriodora 。檸檬桉的種小名「citriodora 」在拉丁文中的意思是「有檸檬氣味的」。
尚有一些博物學家和保守主義者不承認 Corymbia 屬，仍將檸檬桉歸類為桉屬。
與檸檬桉相似的物種尚有斑桉和 C.henryi。

## 分布與棲息地
檸檬桉原生長於澳大利亞東北邊，生長於開闊的森林林地與地形起伏的鄉村中，北起昆士蘭南至新南威爾士州的科夫斯港，皆有該物種不連續棲地分布的蹤跡。而其在昆士蘭州內的分布，最北可到Lakeland Downs、庫克敦，向西往內陸可達休恩登 和 Chinchilla。
多年前，澳洲東邊的伯斯的國王公園曾有一條專門栽種並展示該物種的大道，但現今該物種已經擴散至位於新南威爾士州的雪梨及藍山、澳洲西南方的開闊林地等，成為自然環境中的雜草。
檸檬桉此物種於1918年日治時期引入台灣，首次植栽於台灣南投林業試驗所蓮華池研究中心。當時引進目的主要作為造林或園林樹種使用。初期栽培存活不易，鮮少推廣。而後才廣泛栽培，遍佈台灣全島，成為重要造林樹種之一。

## 扩展阅读
- 維基物種上的相關：柠檬桉